# Lhbt-museum

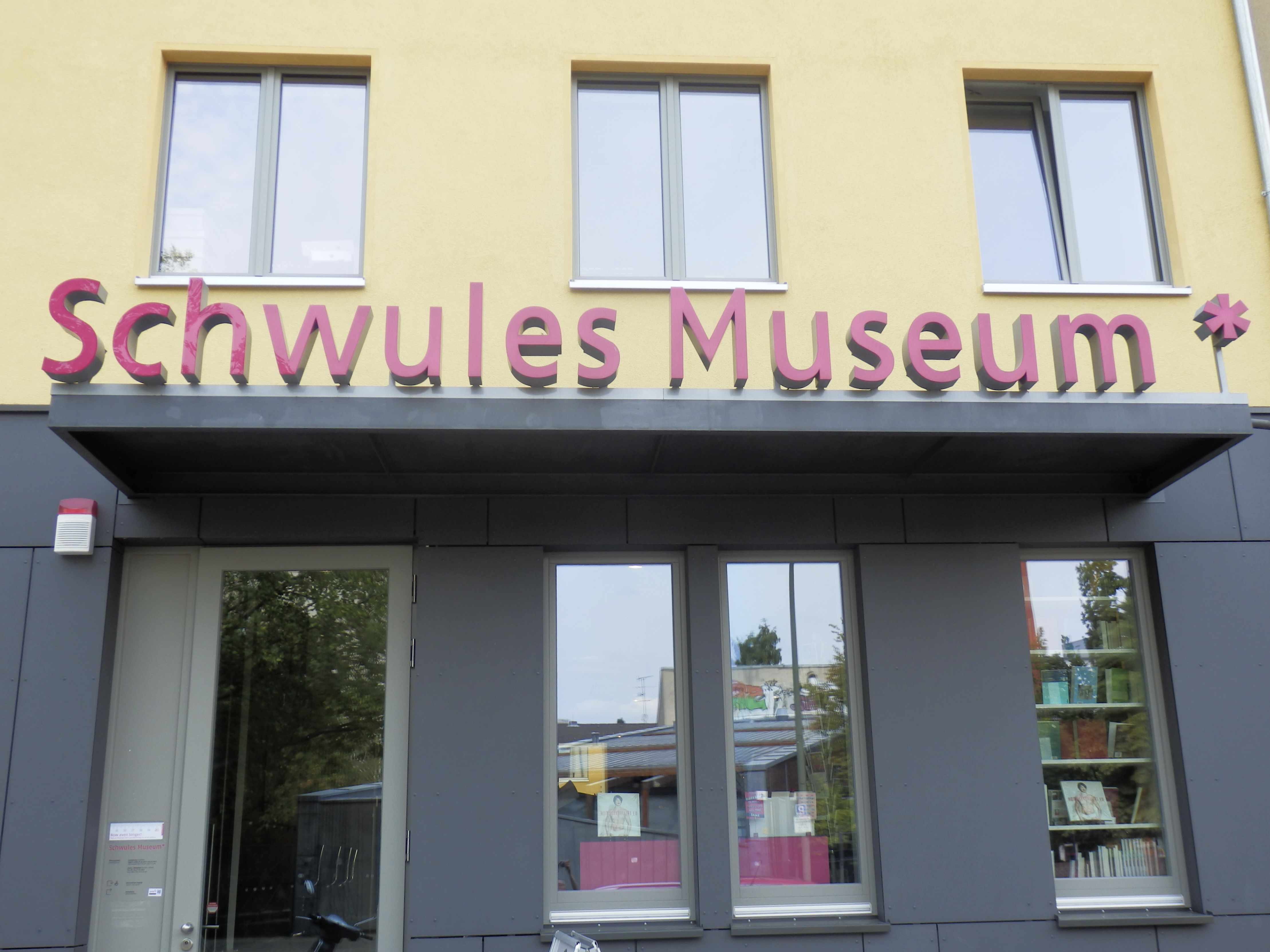
Het Schwules Museum* aan de Lützowstrasse in Berlijn, hier in 2016

Een lhbt-museum is een museum dat aandacht besteed aan de geschiedenis van homoseksuele mannen, lesbische vrouwen, biseksuele mensen en transgender personen. Aanvankelijk werd alleen aandacht besteed aan de eerstgenoemde groep en sprak men van een homomuseum. 
Er zijn lhbt-musea geopend in Berlijn (1985), San Francisco (2011), Londen (2022) en Warschau (2024). In New York is een dergelijk museum in oprichting. In Amsterdam werden sinds 1989 plannen gemaakt voor een homo- c.q. regenboogmuseum, maar dat is anno 2023 nog niet gerealiseerd.
Naast lhbt-musea zijn er ook lhbt-archieven, zoals IHLIA LGBTI Heritage in Amsterdam, het Lesbisch Archief Nijmegen in Nijmegen, het Fonds Suzan Daniel in Gent en het Centrum Schwule Geschichte (CSG) in Keulen.

## Nederland

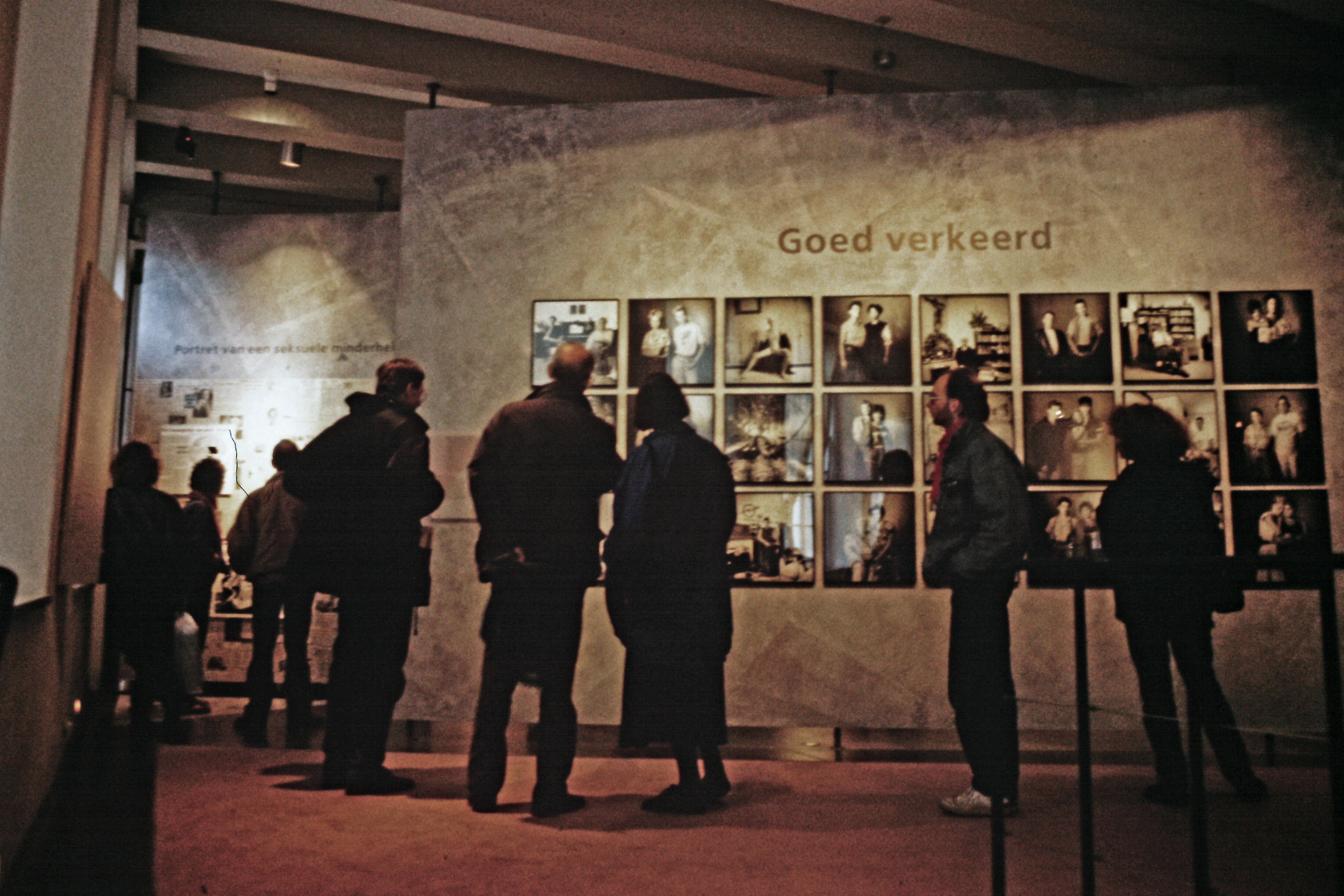
De tentoonstelling "Goed Verkeerd" in het Amsterdams Historisch Museum

In het Amsterdams Historisch Museum was van oktober 1989 t/m februari 1990 onder de naam "Goed verkeerd" de eerste tentoonstelling over de geschiedenis van homoseksuele mannen en lesbische vrouwen te zien. Om deze tentoonstelling een permanent vervolg te geven, pleitte gemeenteraadslid Bob van Schijndel al meteen voor de oprichting van een homomuseum. In 1992 kwam de Stichting Album Amsterdam onder leiding van docent homostudies Gert Hekma met een plan voor een gelijknamig "expositie- en informatiecentrum voor lesbische en homoseksuele cultuur" in het pand van het toen nog gesloten café 't Mandje aan de Zeedijk. Dit werd echter niet gerealiseerd.
In het jaar 2000 kwam socioloog Rob Tielman namens het COC met het voorstel om uit de gelden voor rechtsherstel van oorlogsslachtoffers een documentatiecentrum op te richten voor homo's die tijdens en na de Tweede Wereldoorlog vervolgd waren, vergelijkbaar met het Anne Frank Huis. Dit leidde tot de kritiek dat de homovervolging tijdens de bezetting lang niet zo omvangrijk was dan eerder gedacht en ook dit plan werd niet gerealiseerd. 
In 2008 werd een nieuwe poging gedaan met de oprichting van de Stichting Homomuseum met COC-voorzitter en VVD-politicus Frank van Dalen als voorzitter. Van het stadsdeel centrum kreeg de stichting een subsidie van ca. 20.000 euro om onderzoek te doen naar de haalbaarheid van een homomuseum. Als locatie had men aanvankelijk het hoofdkantoor van het COC aan de Rozenstraat op het oog, maar na de verkoop daarvan was het idee om het homomuseum in een nieuw Roze Huis onder te brengen. Omdat ook dit Roze Huis niet van de grond kwam, werden in 2012, als opmaat voor een fysiek museum, eerst voorbereidingen getroffen voor een virtueel museum, maar zelfs dat werd niet gerealiseerd.
In juli 2023 kwamen het COC, IHLIA LGBTI Heritage en Workplace Pride onder de werktitel "World Queer Museum" met een plan voor een multifunctioneel museum dat in 2026 geopend zou moeten worden, als voor het eerst ook  de WorldPride in Amsterdam zal plaatsvinden.

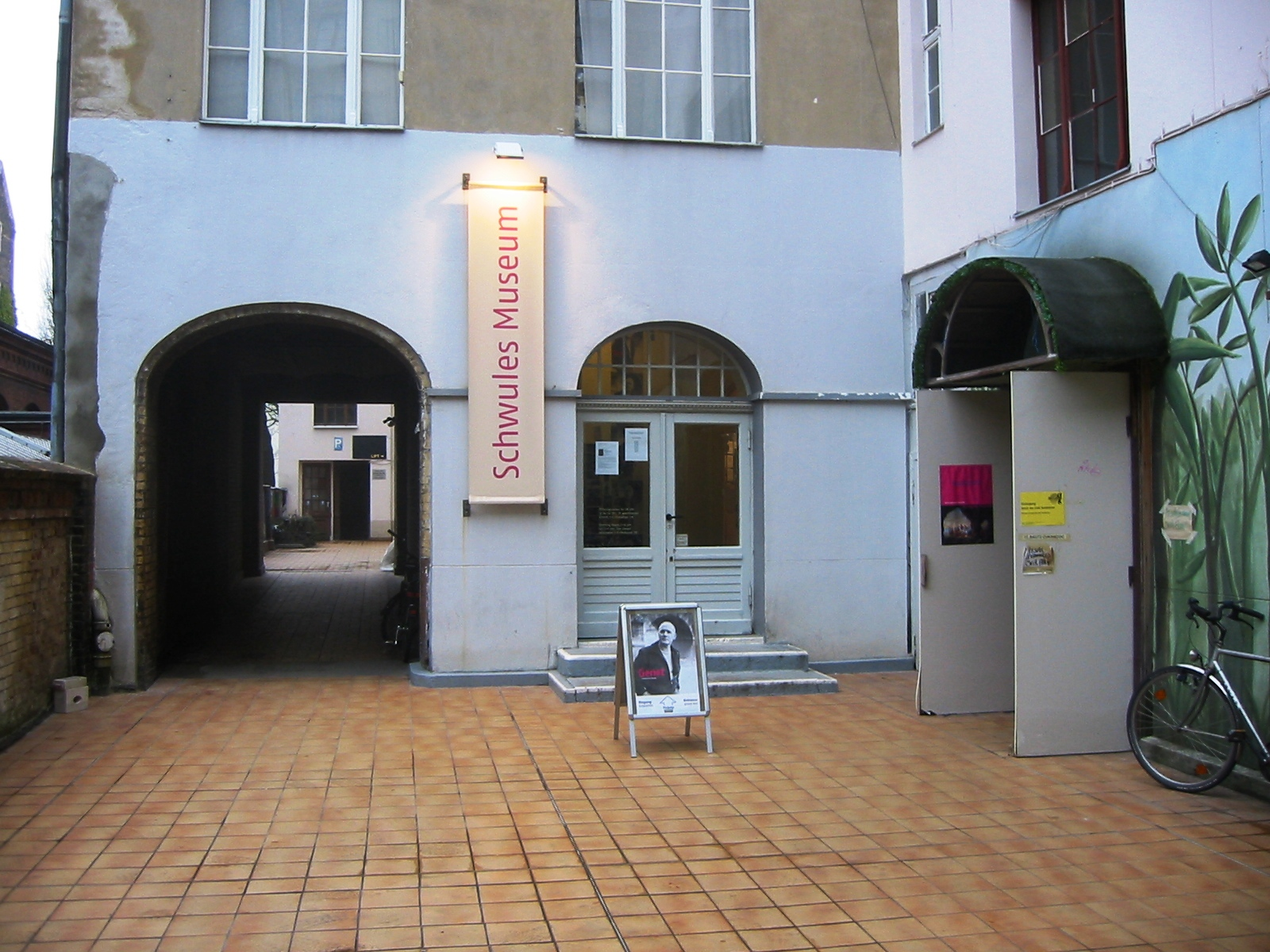
De oorspronkelijke vestiging van het Schwules Museum in het Homo-Hof aan de Mehringdamm in Berlijn, hier in 2011

## Duitsland
Het eerste homomuseum ter wereld was het in 1985 geopende Schwules Museum in Berlijn. De oorspronkelijke vestiging bevond zich aan de Mehringdamm in de wijk Kreuzberg, in een pand van de Allgemeine Homosexuelle Arbeitsgemeinschaft (AHA) waar ook gayclub SchwuZ en een gaycafé gehuisvest waren en dat zodoende bekend stond als het Homo-Hof. Eind 2009 verleende de Berlijnse overheid het museum voor het eerst een subsidie, die werd gebruikt om voortaan ook aandacht te besteden aan lesbische vrouwen en transgenders, wat tot uitdrukking werd gebracht door een asterisk achter de naam 'Schwules Museum' te plaatsen. In 2013 verhuisde het museum naar een ruimer pand aan de Lützowstrasse in de wijk Tiergarten, waar het beschikt over vier tentoonstellingsruimtes, een museumwinkel en -café, een bibliotheek en een archief met stukken die teruggaan tot het jaar 1896.

## Groot-Brittannië
In Londen werd op 5 mei 2022 het museum Queer Britain geopend. Het initiatief hiervoor kwam van Joseph Galliano, een voormalig redacteur van het tijdschrift Gay Times, nadat hij de tentoonstelling had gezien met queer-kunst die in 2017 in Tate Britain werd gehouden. Het nieuwe museum toont het gehele spectrum van de Britse queergemeenschap, waaronder de verhalen van vrouwen, mensen van kleur en transgender personen. Queer Britain is gelegen aan Granary Square, onderdeel van het nieuw ontwikkelde gebied King's Cross Central. Het museum is geheel gelijkvloers, gratis toegankelijk en tevens bedoeld als een ontmoetingsplek voor de lhbt-gemeenschap.

## Verenigde Staten

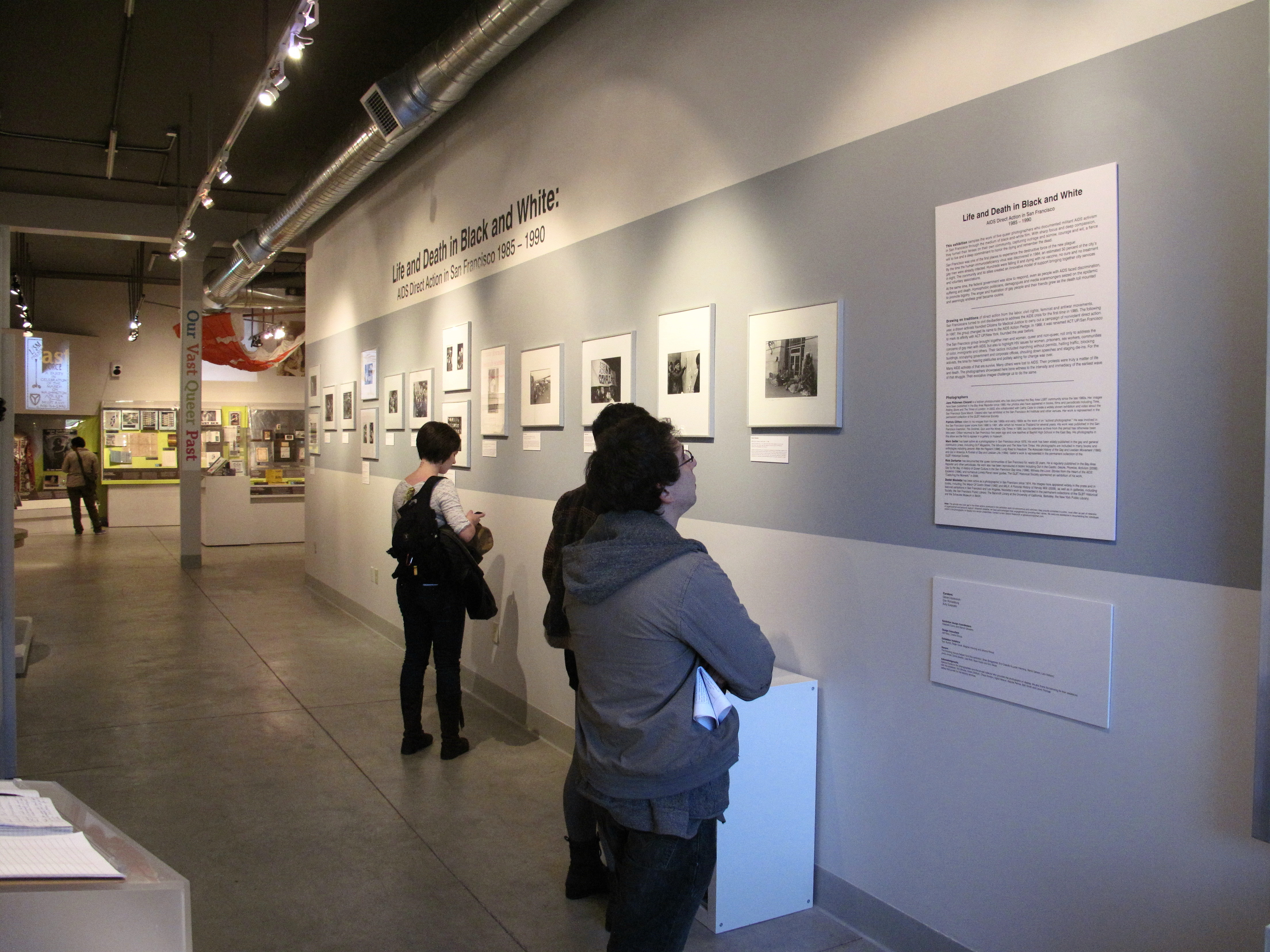
Interieur van het GLBT Historical Society Museum in San Francisco

Het eerste homomuseum in de Verenigde Staten was het GLBT Historical Society Museum dat in januari 2011 geopend werd in de Castro, de homobuurt van San Francisco. Zoals de naam al aangeeft is het museum opgericht vanuit de in 1985 gestichte GLBT Historical Society die voorwerpen en archivalia over de geschiedenis van lhbt'ers uit de Verenigde Staten verzameld, met een focus op San Francisco en Noord-Californië. Deze archieven bevinden zich in een apart gebouw. Na een pop-up-museum van eind 2008 tot eind 2009 werd twee jaar later een permanent museum gerealiseerd, dat zich zowel op lokale bewoners als op toeristen richt en allerhande voorwerpen uit de lhbt-geschiedenis toont, waaronder persoonlijke bezittingen van Harvey Milk, de eerste homoseksuele bestuurder van de stad. Daarnaast worden regelmatig wisselende tentoonstellingen georganiseerd.
In New York wordt sinds 2021 gewerkt aan de opening van The American LGBTQ+ Museum, dat gehuisvest wordt in een nieuwe vleugel van de in 1804 gestichte New-York Historical Society in Manhattan. Het nieuwe museum is reeds begonnen met een virtuele programmering en zal naar verwachting in 2024 zijn deuren openen. Via tentoonstellingen wil het museum ook als een "school voor activisten" fungeren.
Voor kunst gemaakt door lhbt'ers of met een lhbt-thema bevindt zich in New York al wel het Leslie-Lohman Museum of Art (LLMA). Dit museum komt voort uit de kunstverzameling van J. Frederic "Fritz" Lohman en Charles W. Leslie, die in 1969 voor het eerst tentoongesteld werd en in 1987 werd ondergebracht in de Leslie-Lohman Gay Art Foundation. Toen werd ook de eerste tentoonstellingsruimte geopend, die in 2006 verhuisde naar de Wooster Street in de wijk SoHo en in 2016 volledige erkenning als museum kreeg.

## Polen
In de Poolse hoofdstad Warschau werd in december 2024 het Queer Muzeum geopend met een collectie van ongeveer 150 voorwerpen, brieven, pamfletten, foto's en geschriften uit de geschiedenis van Poolse lhbt-ers, bijeengebracht door de Poolse lhbt-organisatie Warszawa Lambda. 